# Lee Soon-min
Lee Soon-min (이순민?; 22 maggio 1994) è un calciatore sudcoreano, centrocampista del Gwangju e della nazionale sudcoreana.

## Carriera

### Nazionale
Ha esordito con la nazionale sudcoreana il 7 settembre 2023, nell'amichevole pareggiata per 0-0 contro il Galles.

## Statistiche

### Cronologia presenze e reti in nazionale
| Cronologia completa delle presenze e delle reti in nazionale ― Corea del Sud | Cronologia completa delle presenze e delle reti in nazionale ― Corea del Sud | Cronologia completa delle presenze e delle reti in nazionale ― Corea del Sud | Cronologia completa delle presenze e delle reti in nazionale ― Corea del Sud | Cronologia completa delle presenze e delle reti in nazionale ― Corea del Sud | Cronologia completa delle presenze e delle reti in nazionale ― Corea del Sud | Cronologia completa delle presenze e delle reti in nazionale ― Corea del Sud | Cronologia completa delle presenze e delle reti in nazionale ― Corea del Sud |
| Data                                                                         | Città                                                                        | In casa                                                                      | Risultato                                                                    | Ospiti                                                                       | Competizione                                                                 | Reti                                                                         | Note                                                                         |
| ---------------------------------------------------------------------------- | ---------------------------------------------------------------------------- | ---------------------------------------------------------------------------- | ---------------------------------------------------------------------------- | ---------------------------------------------------------------------------- | ---------------------------------------------------------------------------- | ---------------------------------------------------------------------------- | ---------------------------------------------------------------------------- |
| 7-9-2023                                                                     | Cardiff                                                                      | Galles                                                                       | 0 – 0                                                                        | Corea del Sud                                                                | Amichevole                                                                   | -                                                                            | 60’                                                                          |
| 12-9-2023                                                                    | Newcastle upon Tyne                                                          | Corea del Sud                                                                | 1 – 0                                                                        | Arabia Saudita                                                               | Amichevole                                                                   | -                                                                            | 90+1’                                                                        |
| 13-10-2023                                                                   | Seul                                                                         | Corea del Sud                                                                | 4 – 0                                                                        | Tunisia                                                                      | Amichevole                                                                   | -                                                                            | 81’                                                                          |
| 16-11-2023                                                                   | Seul                                                                         | Corea del Sud                                                                | 5 – 0                                                                        | Singapore                                                                    | Qual. Mondiali 2026                                                          | -                                                                            | 70’ 75’                                                                      |
| Totale                                                                       |                                                                              | Presenze                                                                     | 4                                                                            |                                                                              | Reti                                                                         | 0                                                                            |                                                                              |